# Horst Antes
Horst Antes (Heppenheim, 28 ottobre 1936) è uno scultore tedesco.

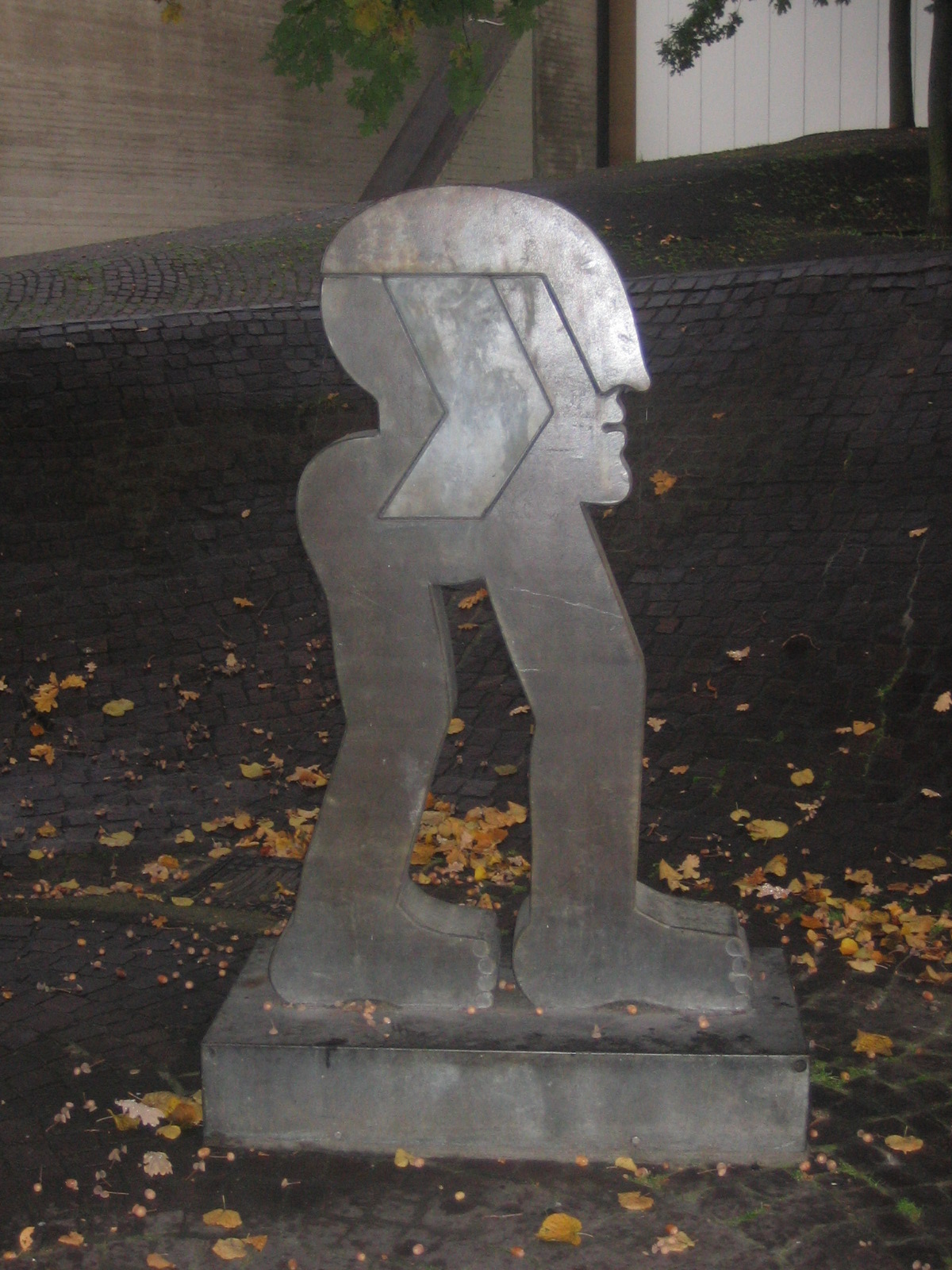
Scultura esposta a Hannover

Dal 1965 al 1971 insegnò all'Accademia di Karlsruhe. Sviluppò uno stile caratterizzato da archetipi primordiali, conditi con un'abbondante dose di surrealismo.